# Bernard de Hoyos
Pour les articles homonymes, voir Hoyos.
Bernard de Hoyos (Torrelobaton, 21 août 1711 - Valladolid, 29 novembre 1735) est un prêtre jésuite espagnol, mystique et promoteur de la dévotion au Sacré-Cœur de Jésus. Béatifié le 18 avril 2010, il est liturgiquement commémoré le 29 novembre.

## Biographie
Bernardo fait ses études aux collèges jésuites de Medina del Campo et de Villagarcía de Campos. En 1725 - il a à peine 14 ans - il demande son admission dans la compagnie de Jésus. Surmontant les réticences de sa famille et les doutes du provincial (Bernardo est de santé fragile) il commence son noviciat en 1726. 
Alors qu’il se trouve au noviciat, ont lieu les canonisations de Louis de Gonzague et Stanislas Kostka (31 décembre 1726), deux jeunes jésuites qui sont ainsi proposés en modèles. Il en est spirituellement fort touché. Mais c’est surtout la figure de Jean Berchmans, dont le procès de canonisation est fort avancé, qui l’inspire.
Le noviciat terminé, Hoyos fait trois ans d’études philosophiques à Medina del Campo (1728-1731). Si le noviciat fut une entrée toute naturelle dans la vie mystique, lui offrant de nombreuses consolations spirituelles, les études de philosophie qui s’ensuivent sont fort arides et correspondent pour lui à une véritable ‘nuit de l’esprit’. 
Exceptionnellement il entreprend immédiatement par après les études de théologie (1731-1735), également à Valladolid.  Son directeur spirituel est frappé de sa clairvoyance et de son progrès spirituel ‘très au-dessus de son âge et des connaissances que les livres auraient pu lui donner’. Lui--même se voit tout en mouvement vers Dieu : ‘son cœur cherche Dieu seul, et aspire à Dieu seul’. Par ailleurs il étonne ses compagnons par sa force de caractère, sa cordialité et sa capacité à nouer des relations profondes. Il a également des dons pour la prédication.

## Le culte du Cœur de Jésus
Le 3 mai 1733, alors qu’il a 22 ans, il se sent appelé à une tâche et vocation particulière : faire connaître au monde le Cœur aimant de Jésus-Christ. Le De cultu sacratissimi Cordis Dei Iesu, ouvrage du père Joseph Gallifet, suscite un profond mouvement spirituel intérieur  (’j’allai à l’instant devant le Seigneur dans le Saint Sacrement m’offrir à son Cœur pour coopérer autant que je pouvais à la diffusion de son culte’) et un grand enthousiasme apostolique.  Il se consacre au cœur de Jésus le 12 juin 1733, adoptant la formule écrite par le père Claude de la Colombière une cinquantaine d’années auparavant.
Avec un groupe d’amis jésuites il se met à l’œuvre et écrit un ouvrage sur l’essence et la solidité du culte au Sacré-Cœur’. L’opuscule est publié en octobre 1734. Par la suite Hoyos diffuse des textes et images saintes, fonde des confraternités en l’honneur du Sacré-Cœur, adresse des demandes aux évêques et au roi pour promouvoir l’instauration d’une fête liturgique spéciale.
Hoyos est ordonné prêtre à Valladolid le 2 janvier 1735, à l’âge  exceptionnellement jeune de 24 ans. Il célèbre sa première messe le 6 janvier. Quelques mois plus tard il commence son troisième an, qu’il ne terminera pas... Il meurt du typhus le 29 novembre 1735.

## Culte et vénération
Sa réputation de sainteté se répand dès après sa mort. « Une perfection plus qu’ordinaire, un don très spécial d’oraison par lequel Dieu lui découvrait les mystères les plus cachés de la divinité » : écrivit son recteur après son décès.  Cependant les querelles religieuses et les troubles politiques du XVIIIe siècle, la suppression de la Compagnie (1773) firent que sa personnalité tomba dans l’oubli. Le succès des  nouvelles formes de dévotion au Cœur de Jésus développées au XIXe siècle en font également redécouvrir les grandes personnalités.  
Bernardo de Hoyos est béatifié à Valladolid le 18 avril 2010. Liturgiquement il est commémoré le 29 novembre.